# Lichnoptera flavescens
Lichnoptera flavescens är en fjärilsart som beskrevs av Max Wilhelm Karl Draudt 1924. Lichnoptera flavescens ingår i släktet Lichnoptera och familjen Pantheidae. Inga underarter finns listade i Catalogue of Life.